# Ацефалія
Ацефалія (лат. acephalia) — вада внутрішньоутробного розвитку плода людини і тварин, що виражається у відсутності головного мозку або взагалі голови. Трапляється рідко, з життям несумісна. Як правило, супроводжується недорозвиненням і інших органів.
Можливий розвиток паразитичного ацефального (без голови і серця) близнюка, не здатного до самостійного існування.